# Santa Bárbara de Samaná
Santa Bárbara de Samaná (abreujat Samaná) és una ciutat al nord-est de la República Dominicana i és la capital de la província de Samaná. Es troba a la costa de la Badia de Samaná. La ciutat és una destinació turística important i és el centre de sortides per observar balenes de la regió del Carib.

## Geografia
Santa Bárbara de Samaná es troba en una petita vall propera a la costa, però, actualment, la majoria de la ciutat es troba als turons que rodegen la vall.
És el municipi més gran de la província. Té una superfície total de 412,11 km² (gairebé el 49% del total de la superfície de la província, incloent tres districtes municipals que són part del municipi.
La majoria del territori està ocupat per la Serra de Samaná, una serralada curta que no té muntanyes gaire altes. De fet, la més alta és el Monte Mesa de 605 msnm.

## Població
El gentilici dels habitants tant de la ciutat com de la província és semanès o semanesa (del castellà samanés o samanense.

## Història
La ciutat fou fundada el 1756 amb el nom de Santa Bárbara de Samaná durant el període colonial per governador espanyol Francisco RUbio y Peñaranda. Es van traslladar famílies de les Illes Canàries per viure en aquesta ciutat i a Sabana de la Mar.
Es va nomenar Santa Bárbara després de la reina Bárbara de Braganza, esposa del rei Ferran VI d'Espanya.
Amb la creació del districte marítim de Samaná (una divisió antiga semblant a una província) el 1865, la ciutat va ser elevada a la categoria de municipalitat.

## Economia
Les principals activitats econòmiques de la ciutat són el turisme, l'agricultura i la pesca.
La major part dels ingressos anuals els rep entre el gener i el març a la vegada que es produeix la migració anual de balenes nord-atlàntiques que van a la badia de Samaná a tenir les cries. Així, Samaná és el centre de turisme del país durant aquests mesos.
Des del 2006 els creuers visiten Samaná. Més de cent vaixells han visitat durant els últims anys amb gairebé cent vaixells de visita durant la temporada de l'octubre del 2010 i l'agost del 2011. La temporada del 2011-2012 baixarà la xifra amb només cinquanta vaixells programats, però creuen que s'incrementarà fins als vuitanta durant la temporada 2012-2013.

## Clima
La mitjana anual de precipitacions a Santa Bárbara de Samaná és de 2349,8 mm i la mitjana anual de temperatures és de 26,5 °C.
| Mes                                 | gen           | febr          | març          | abr           | maig          | juny          | jul           | ag            | set          | oct          | nov            | des           | anual            |
| ----------------------------------- | ------------- | ------------- | ------------- | ------------- | ------------- | ------------- | ------------- | ------------- | ------------ | ------------ | -------------- | ------------- | ---------------- |
| Màxima rècord °C (°F)               | 33.0 (91.4)   | 34.0 (93.2)   | 36.0 (96.8)   | 36.0 (96.8)   | 35.2 (95.4)   | 37.0 (98.6)   | 39.2 (102.6)  | 37.0 (98.6)   | 37.0 (98.6)  | 38.5 (101.3) | 36.0 (96.8)    | 35.0 (95)     | 39.2 (102.6)     |
| Màxima mitjana °C (°F)              | 29.2 (84.6)   | 29.5 (85.1)   | 30.2 (86.4)   | 30.7 (87.3)   | 31.5 (88.7)   | 32.5 (90.5)   | 32.6 (90.7)   | 32.7 (90.9)   | 32.6 (90.7)  | 32.2 (90)    | 30.6 (87.1)    | 29.6 (85.3)   | 31.2 (88.2)      |
| Mínima mitjana °C (°F)              | 19.1 (66.4)   | 19.3 (66.7)   | 19.9 (67.8)   | 20.6 (69.1)   | 21.8 (71.2)   | 22.8 (73)     | 23.1 (73.6)   | 23.0 (73.4)   | 22.7 (72.9)  | 22.2 (72)    | 20.6 (69.1)    | 19.6 (67.3)   | 21.2 (70.2)      |
| Mínima rècord °C (°F)               | 15.0 (59)     | 15.0 (59)     | 14.5 (58.1)   | 16.0 (60.8)   | 16.0 (60.8)   | 19.0 (66.2)   | 19.0 (66.2)   | 19.0 (66.2)   | 19.0 (66.2)  | 18.5 (65.3)  | 17.0 (62.6)    | 15.5 (59.9)   | 14.5 (58.1)      |
| Pluja mitjana mm (polzades)         | 145.7 (5.736) | 109.5 (4.311) | 116.6 (4.591) | 141.8 (5.583) | 231.5 (9.114) | 152.2 (5.992) | 185.1 (7.287) | 229.2 (9.024) | 193.3 (7.61) | 246.9 (9.72) | 257.2 (10.126) | 202.9 (7.988) | 2.211,9 (87,083) |
| Mitjana de dies de pluja (≥ 1.0 mm) | 15.6          | 11.7          | 10.5          | 9.9           | 15.0          | 13.7          | 16.7          | 17.7          | 15.7         | 17.2         | 18.5           | 17.6          | 179.8            |
| Font: NOAA                          |               |               |               |               |               |               |               |               |              |              |                |               |                  |

## Gent important
- Wily Peralta, batejador de beisbol per l'equip Milwaukee Brewers.
- Hanley Ramírez, parador en curt de beisbol per l'equip Los Angeles Dodgers.
- Fernando Rodnet, batejador de beisbol per l'equip Tampa Bay Rays.
- Yordano Ventura, batejador de beisbol per l'equip Kansas City Royals.
- Théodore Chassériau, un pintor francés que va néixer a El Limón el 1819.[3]